# Ламбо-двери

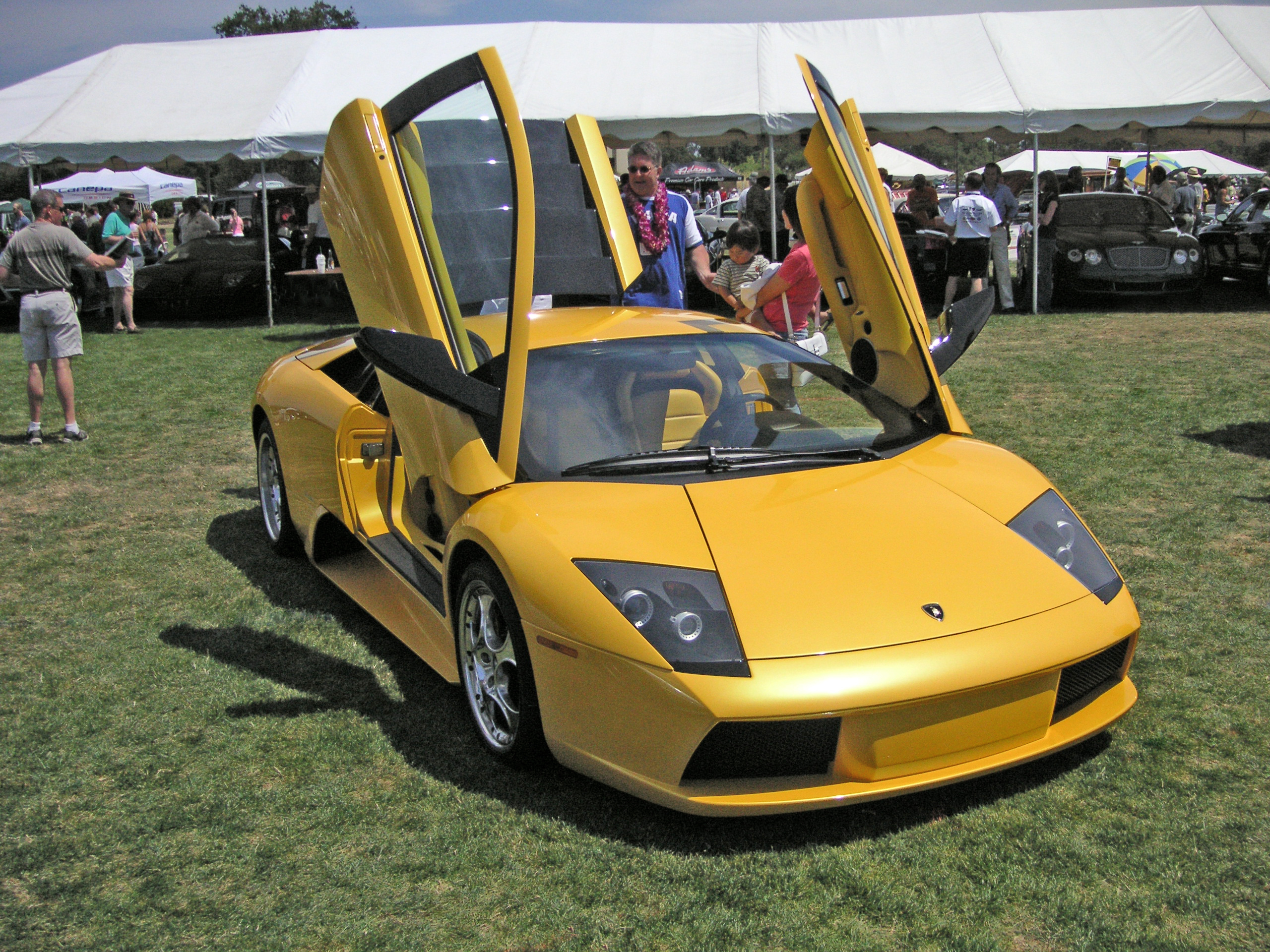
Lamborghini Murciélago

Двери-ножницы (двери гильотинного типа, англ. Scissor doors, Lamborghini doors, Lambo doors) — автомобильные двери, открывающиеся вертикально на неподвижном шарнире спереди двери в отличие от обычной двери с отпиранием на внешнюю сторону.

## История

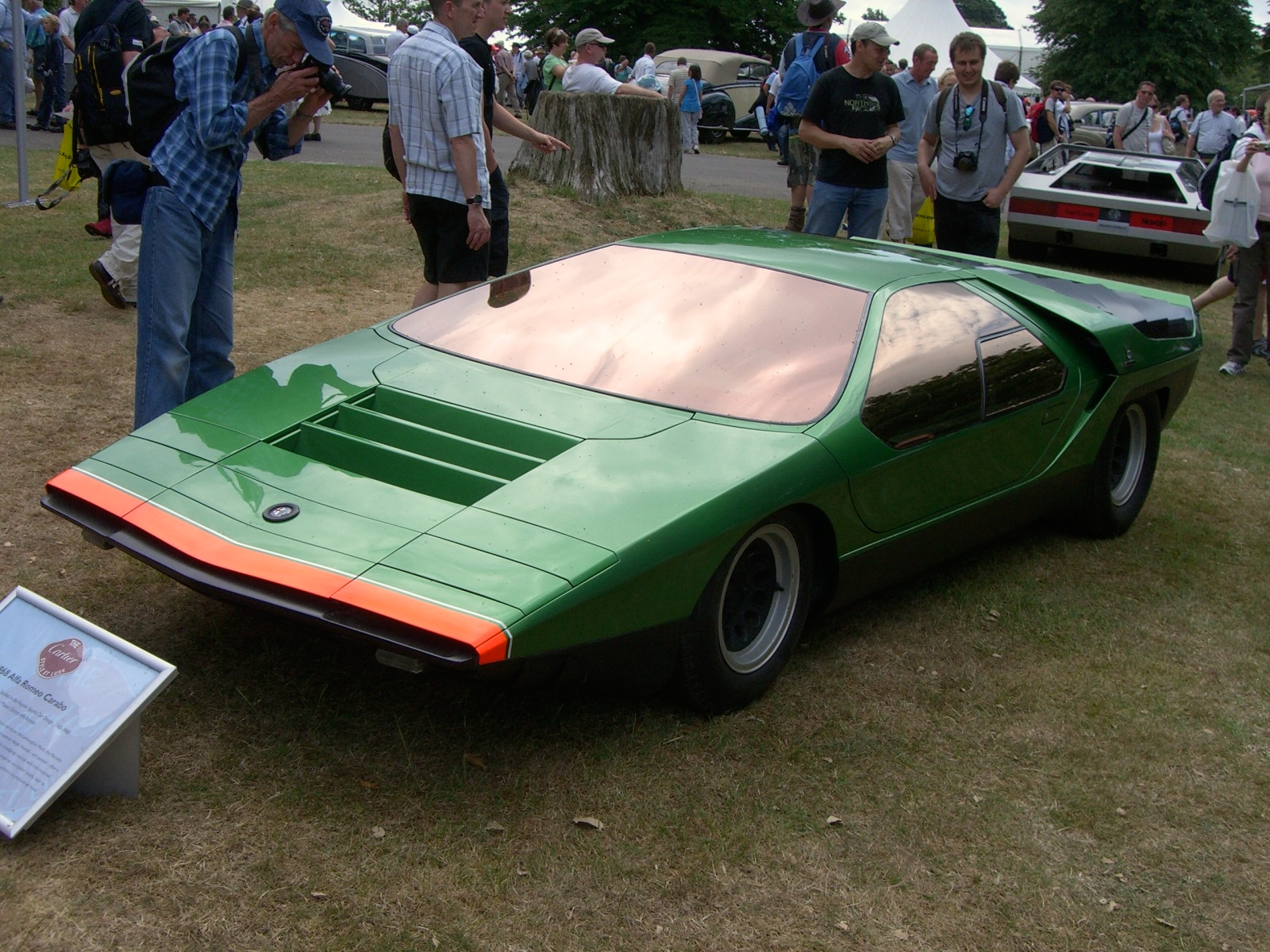
Концепт-кар Carabo — первый автомобиль с ламбо-дверями

Первым автомобилем с дверями-ножницами был спроектированный Марчелло Гандини из фирмы Bertone концепт-кар Alfa Romeo Carabo 1968 года. Стиль двери был продиктован желанием Гандини иметь новаторский дизайн и его заботой об очень скудной задней обзорности машины. Для того, чтобы дать задний ход, водитель должен был отодвинуть дверь и наклонить верхнюю часть тела в проём двери, чтобы посмотреть взад машины. Первым серийным автомобилем с дверями-ножницами был Lamborghini, а именно модель Гандини Countach; широкое шасси спортивных автомобилей создавало проблемы, подобные Carabo, требуя необычной дверной конфигурации. Двери были использованы на преемнике Countach — Diablo, его замене Murciélago и на производной от Murciélago мелкосерийной модели Reventón. Используя экзотический стиль двери для нескольких своих автомобилей, итальянский производитель стал синонимом класса дверей под названием «двери-ножницы».

## Типы
Существуют различные типы дверей-ножниц. Стандартный тип поворачивается на 90 градусов. Двери-ножницы могут оснащаться силовым приводом, что обычно и наблюдается.

### VLS
Двери VLS имеют конфигурацию дверей-ножниц. Самое большое различие в том, что они спроектированы так, чтобы перед открыванием вверх вначале открываться немного наружу. Это позволяет освободить раму двери и переднюю стойку кузова. Хотя двери-бабочки также отодвигаются наружу и двигаются вверх, их не относят к типу VLS, так как двери VLS отодвигаются наружу на гораздо меньший угол, чем двери-бабочки.

### 130 градусов
Хотя обычные двери-ножницы поворачиваются на 90 градусов, некоторые могут вплоть до 130; они обычно используются для модифицированных моделей автомобилей. Их выгода в том, что они не заграждают вход или выход в машину так сильно, как традиционные двери-ножницы. Двери VLS также могут поворачиваться на 130 градусов.

### Гибрид обычной двери и дверей-ножниц
Некоторые экземпляры дверей-ножниц спроектированы так, что могут открываться вертикально и, как в машине с обычной дверью, горизонтально. Их используют для получения преимуществ обоих типов дверей. Такие двери открывают наиболее подходящим для ситуации способом.

## Галерея

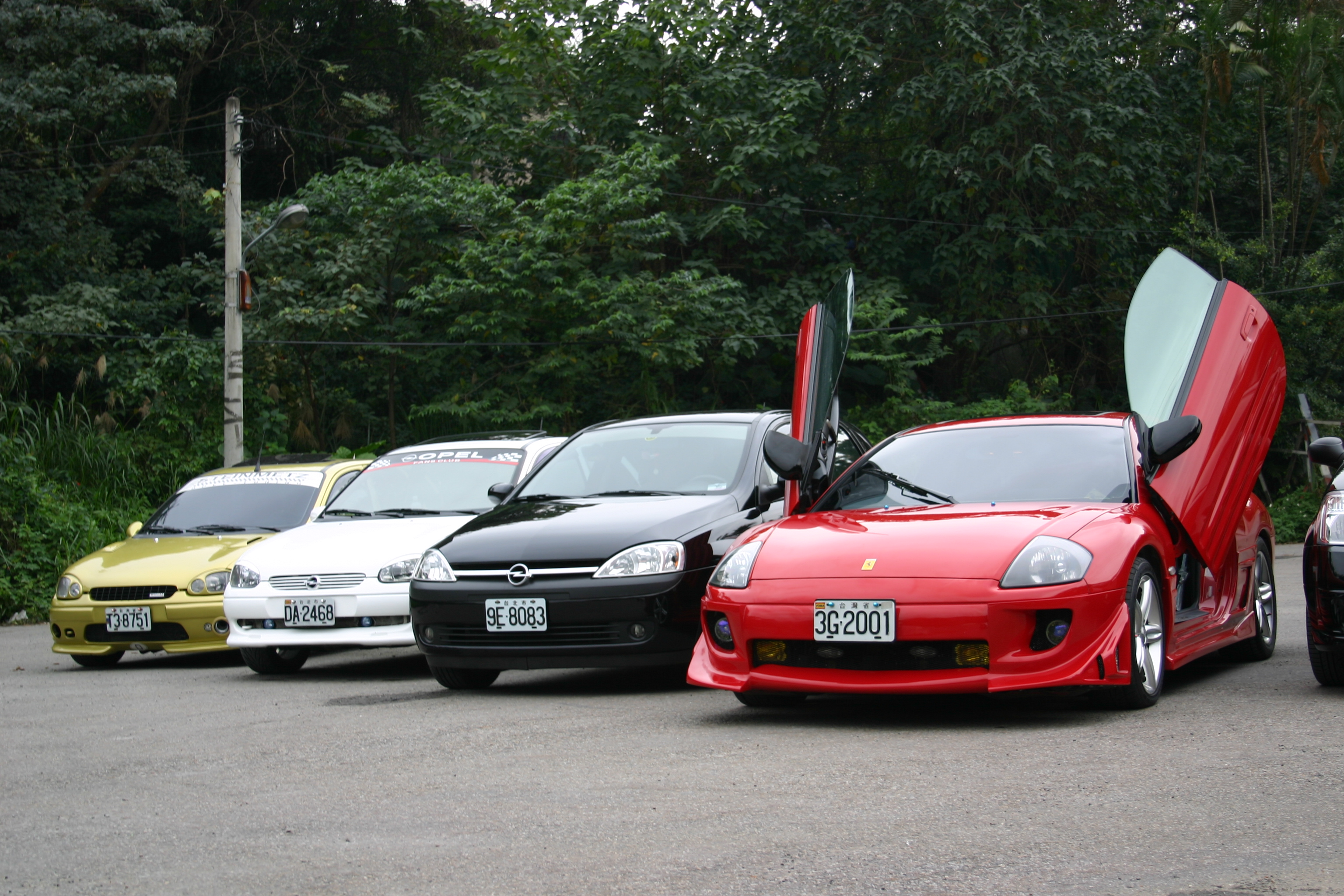
Mitsubishi Eclipse и Opel Corsa
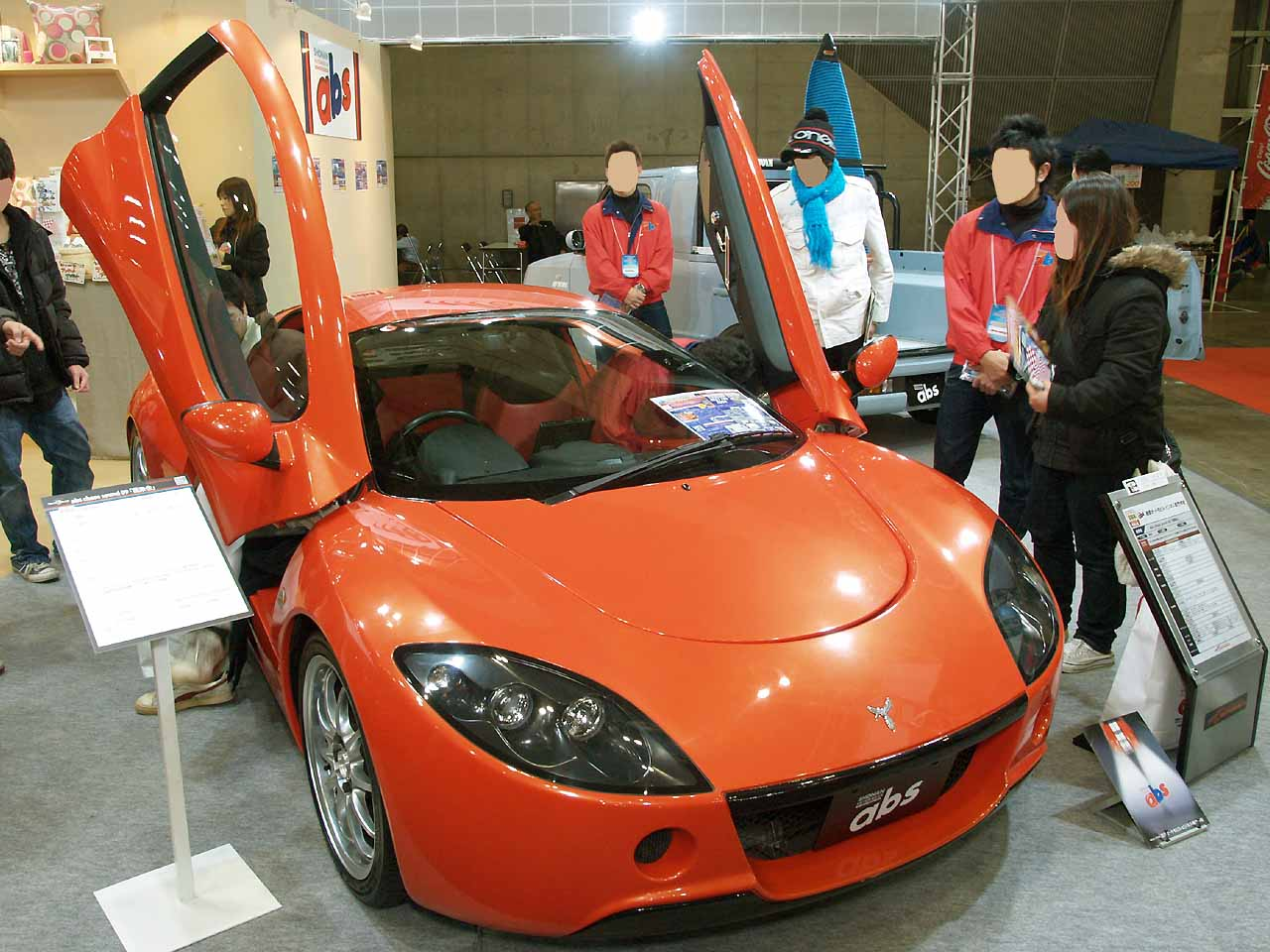
ASL Garaiya
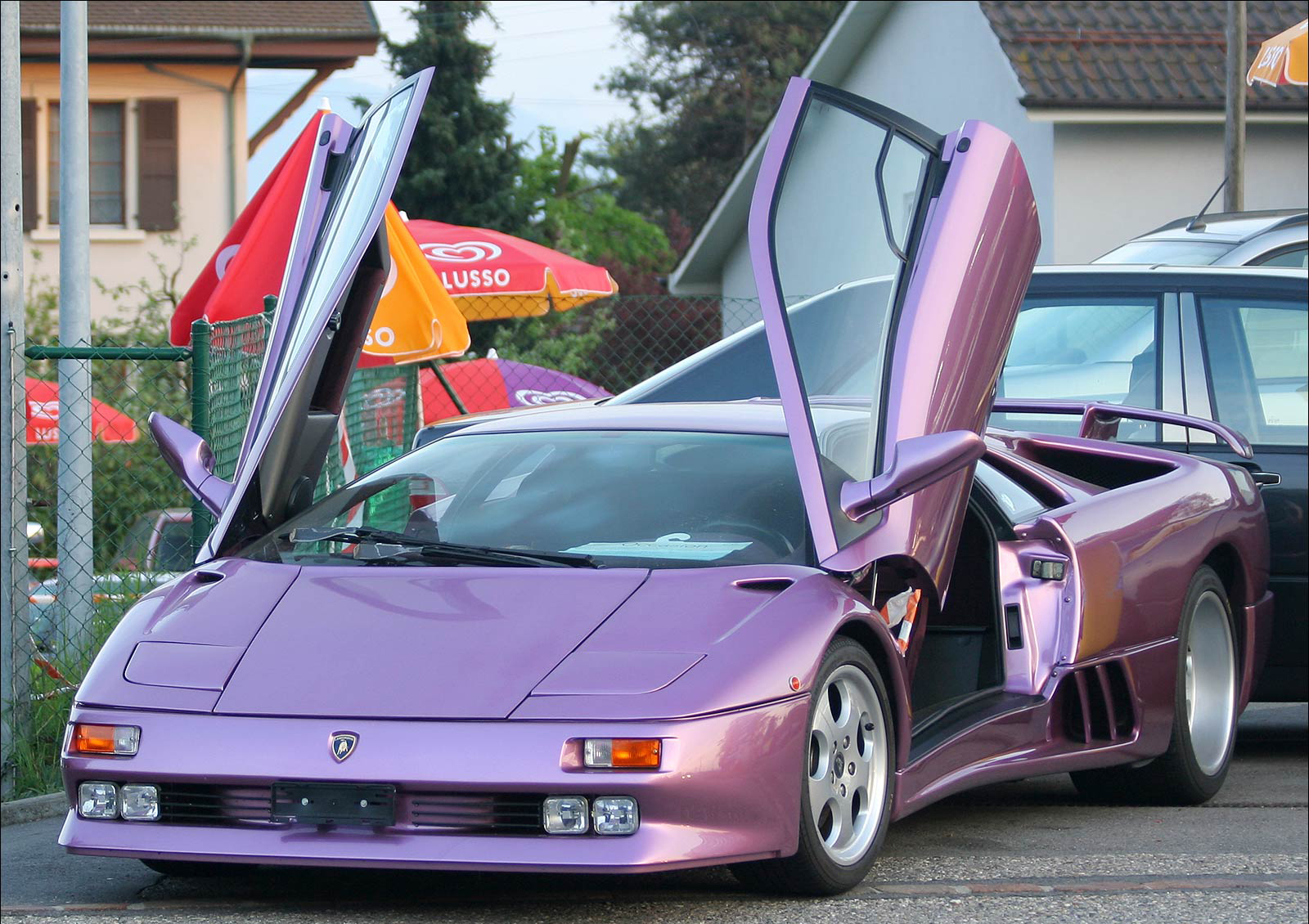
Lamborghini Diablo SE30
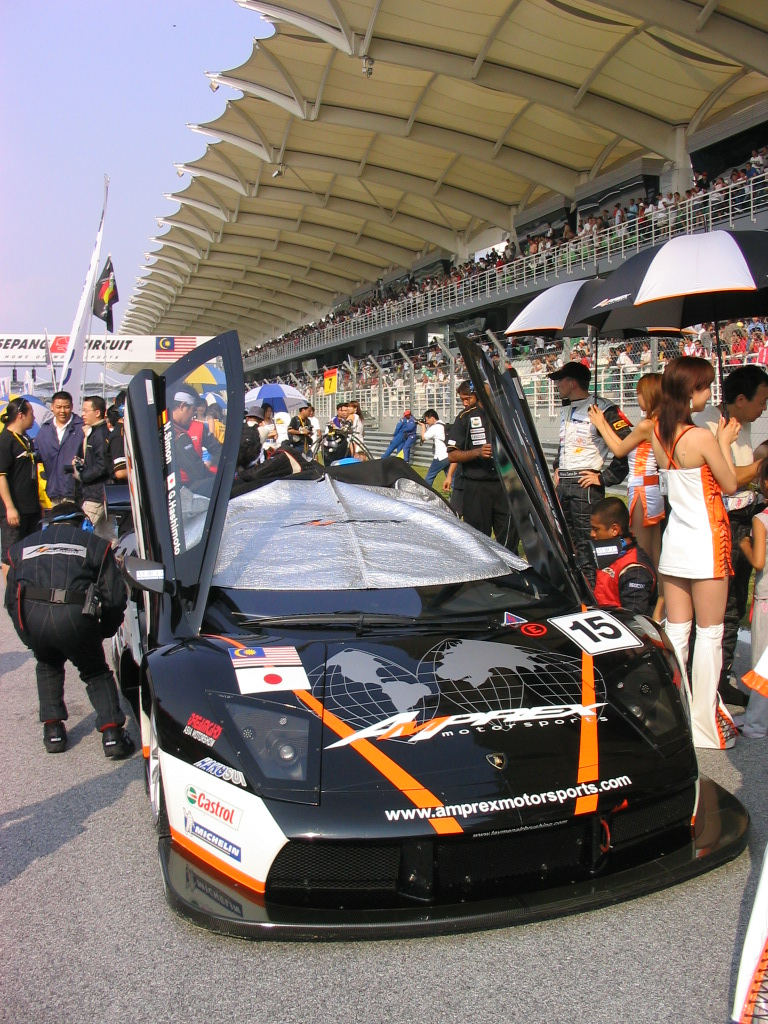
Lamborghini Murcielago R-GT
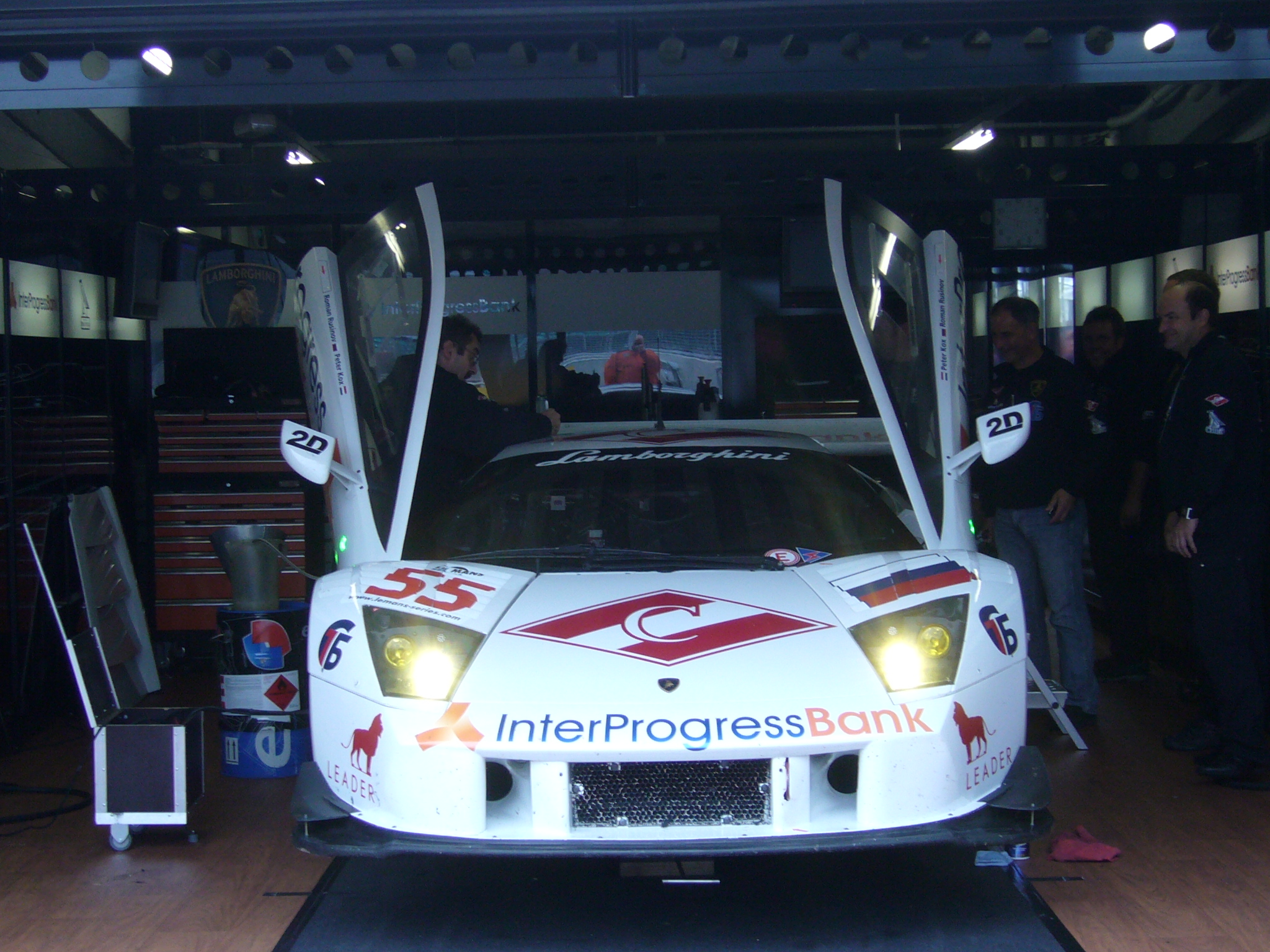
Lamborghini Murcielago R-GT
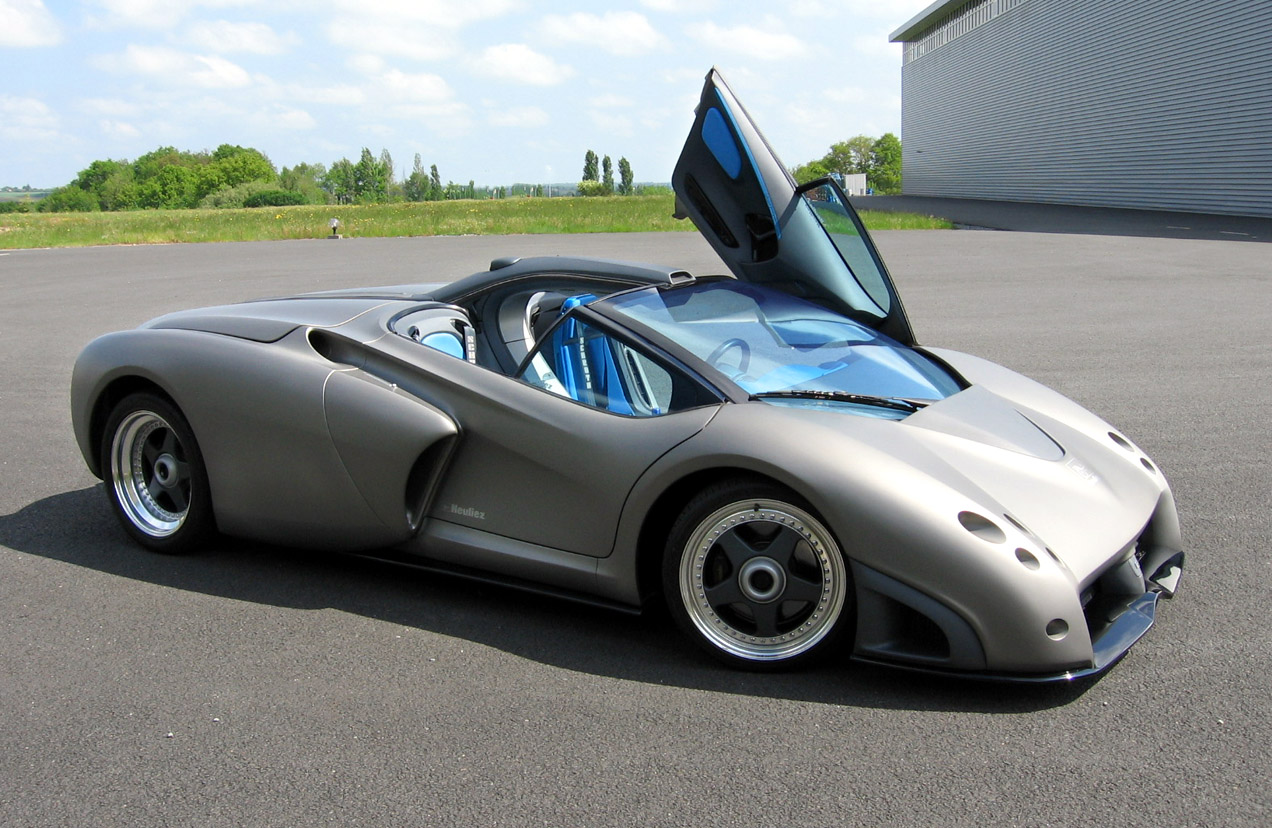
Heuliez Pregunta
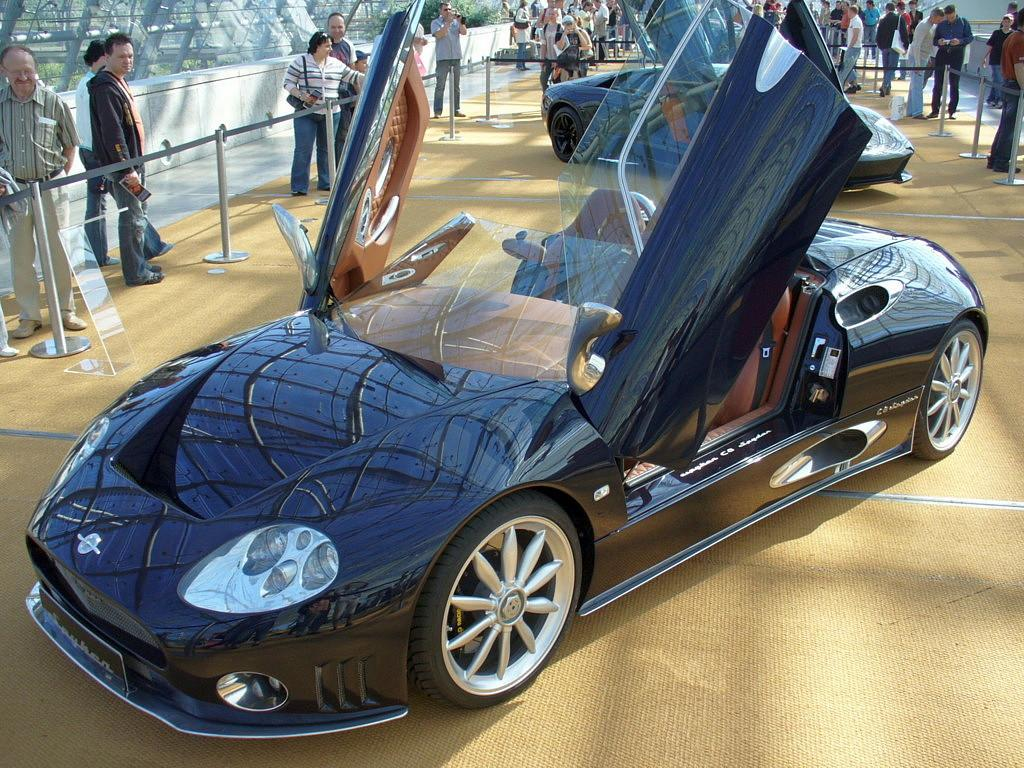
Spyker C8
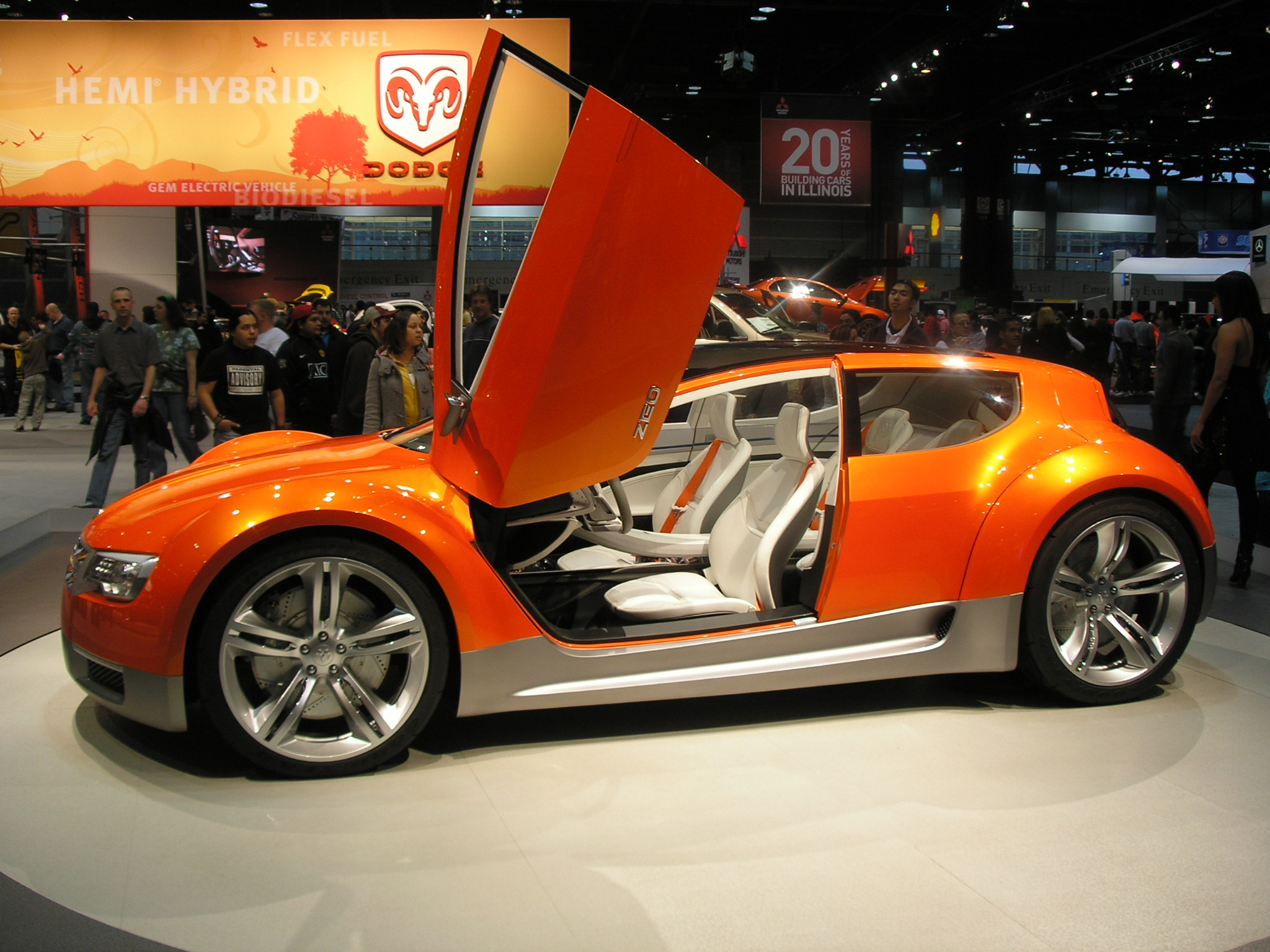
Dodge ZEO
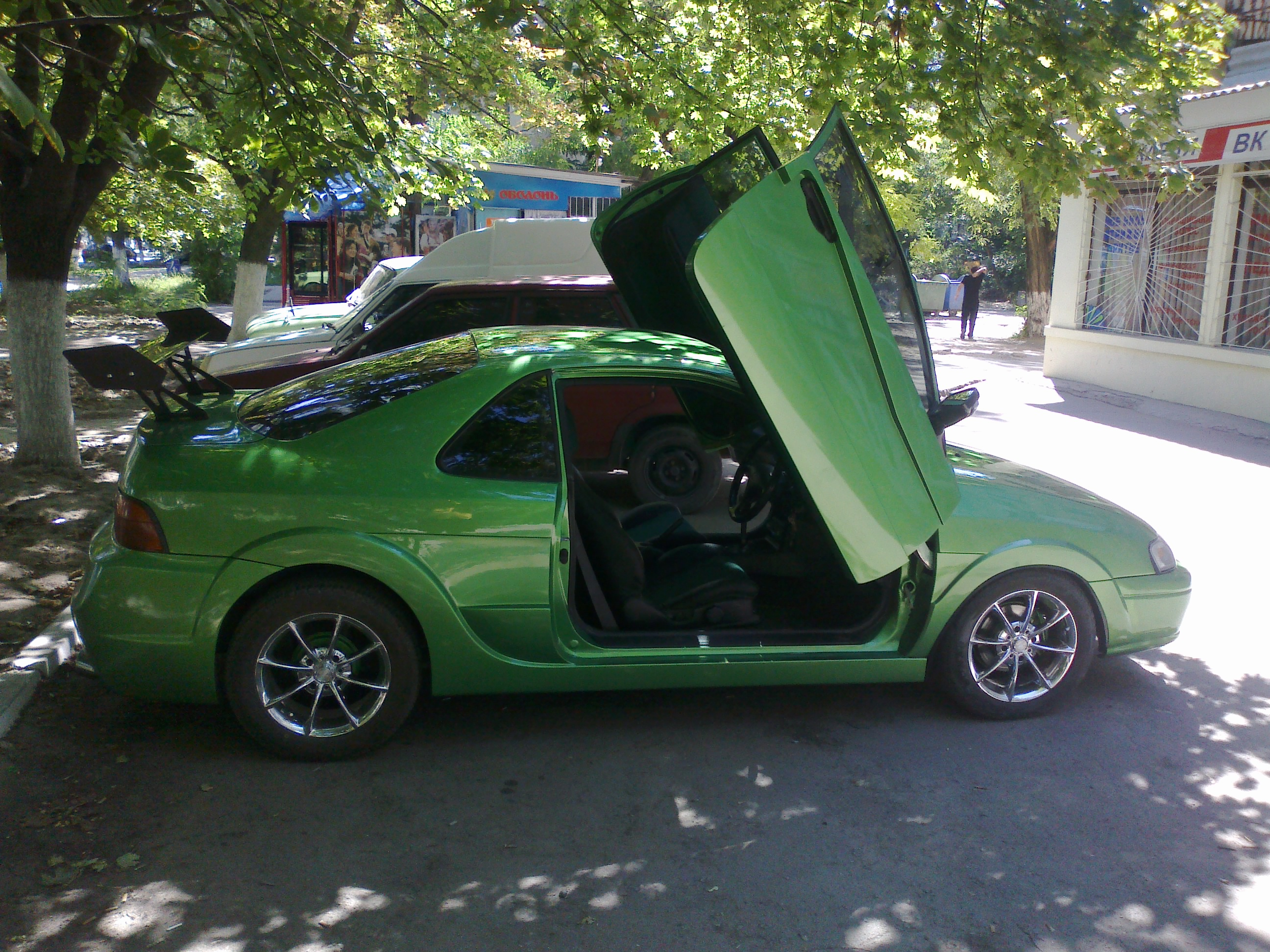
Toyota Cynos Lambo (VLS type)
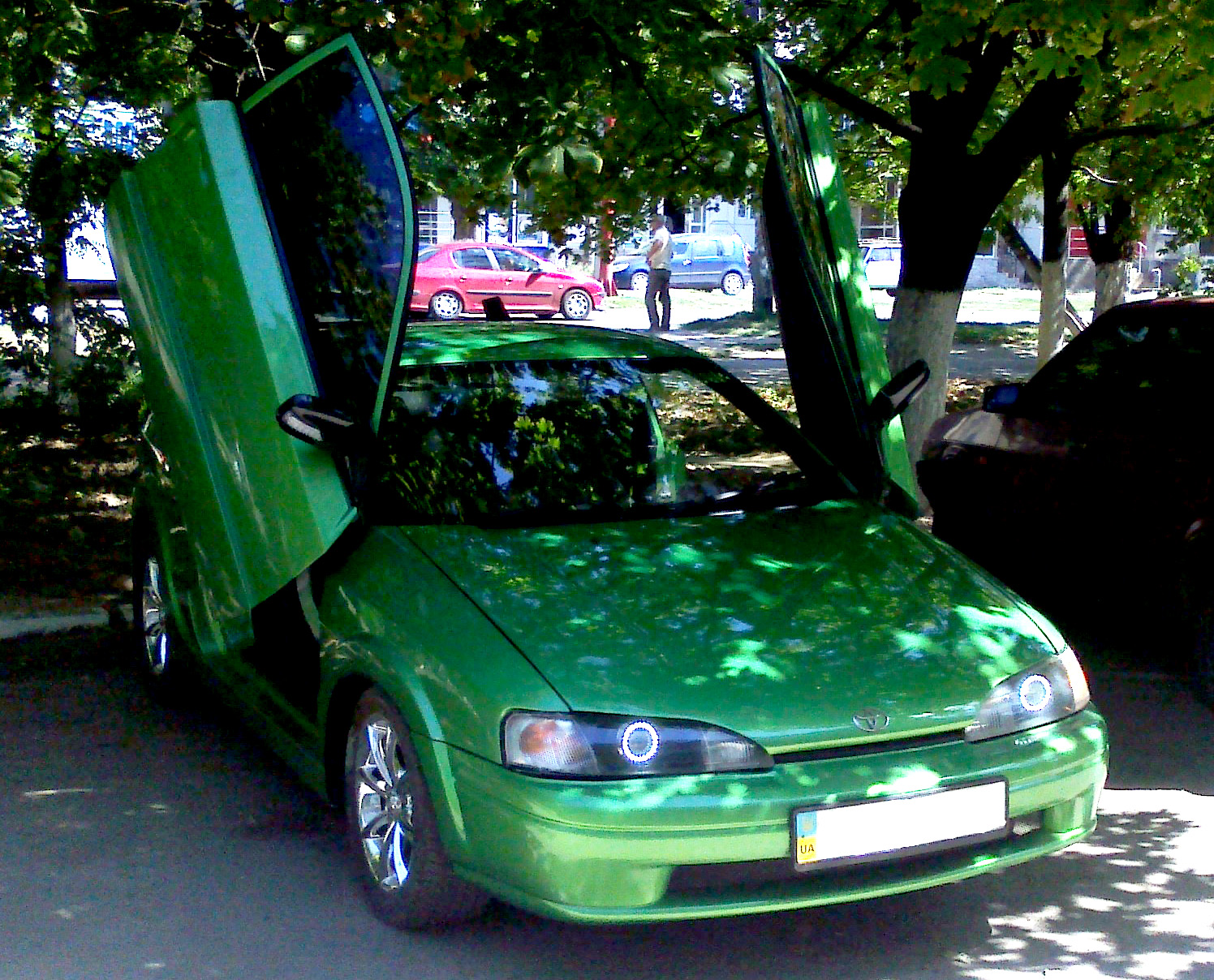
Toyota Cynos Lambo (VLS type)